# Mainspitze

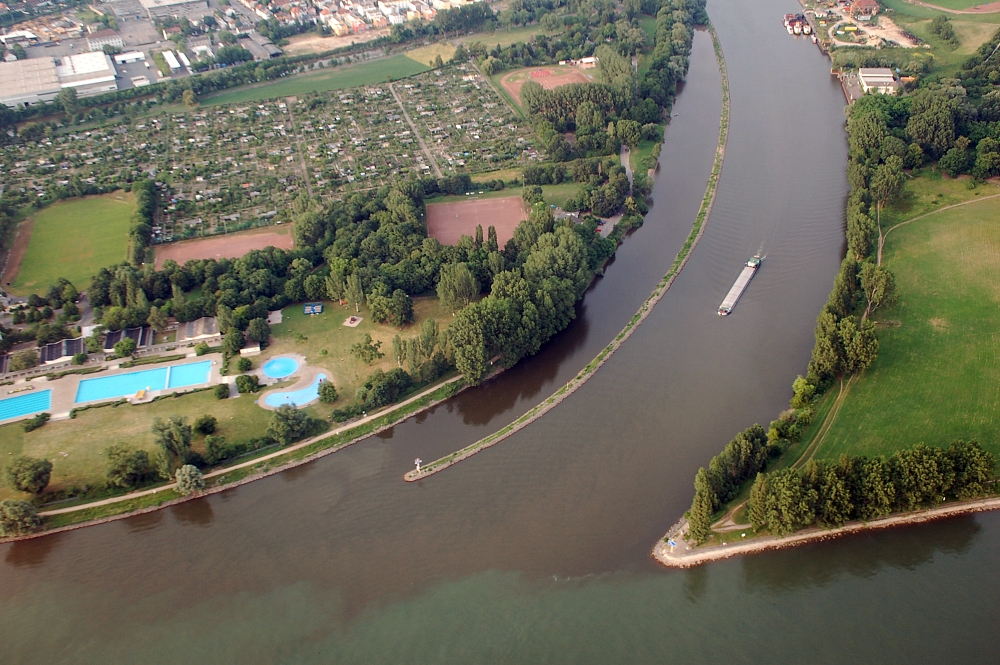
Mainspitze mit dem braunen Wasser des Mains, das in den blau-grünen Rhein fließt

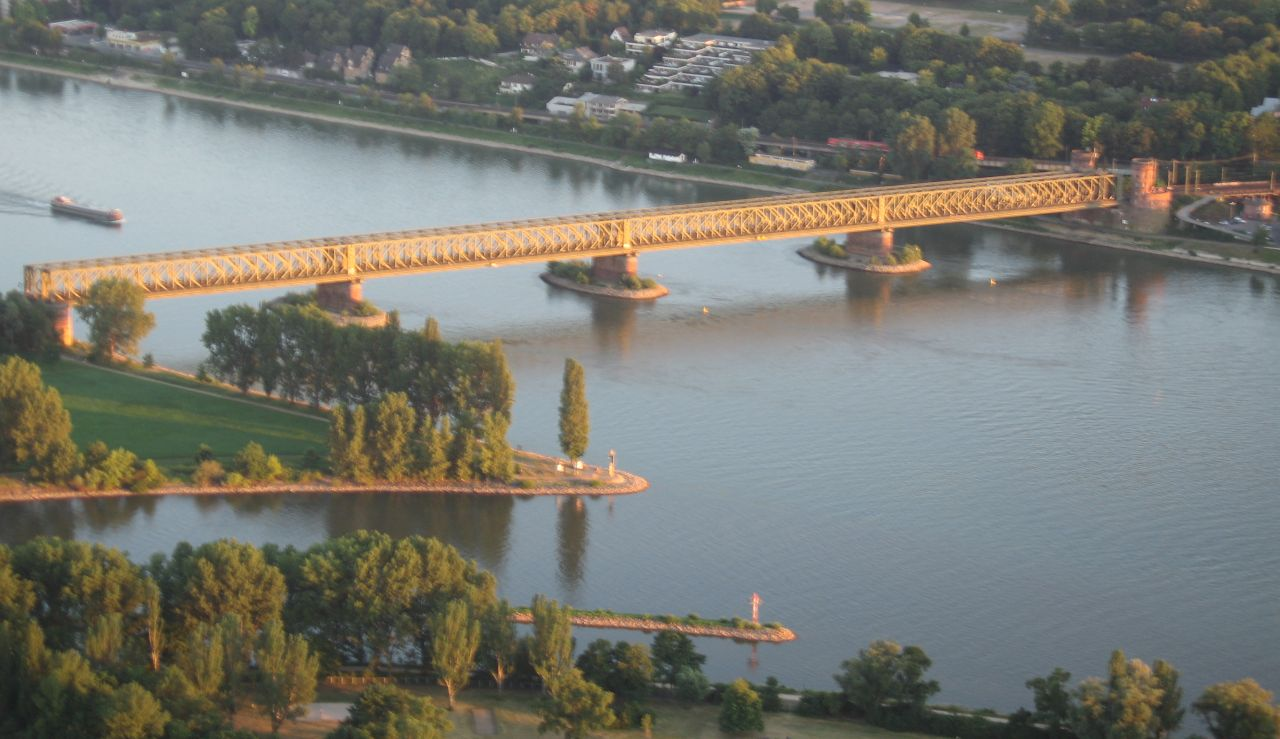
Südbrücke (Mainz) mit Mainspitze

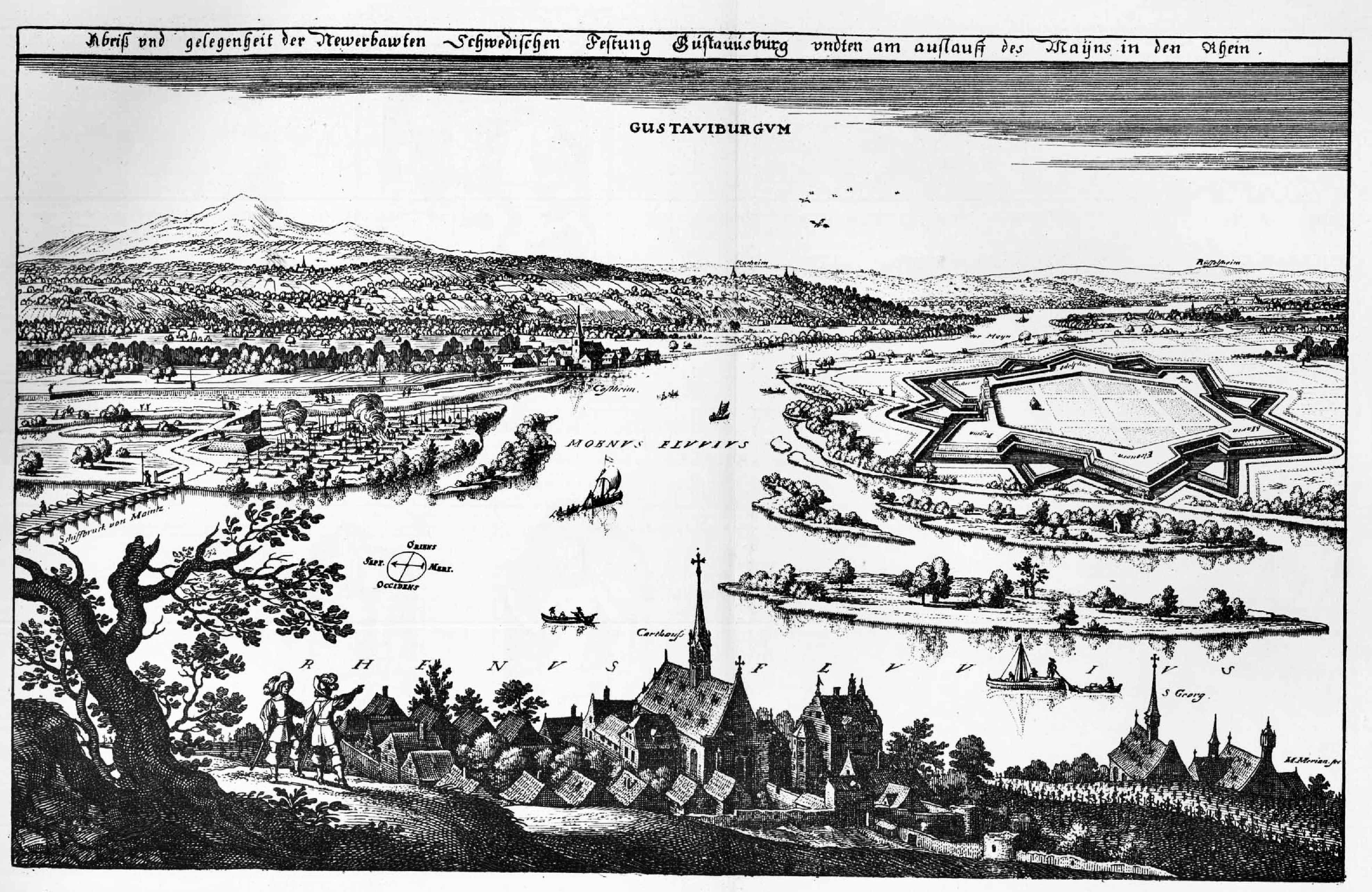
Matthäus Merian, Topographia Germaniae, 1655: Gustavsburg und Mainmündung

Als Mainspitze wird das Gebiet südlich der Mündung des Mains in den Rhein bezeichnet. Dort liegen die zwei sogenannten Mainspitzgemeinden Ginsheim-Gustavsburg und Bischofsheim, die von 1930 bis 1946 Stadtteile der heutigen rheinland-pfälzischen Landeshauptstadt Mainz waren und heute zum hessischen Landkreis Groß-Gerau gehören.
Nördlich der Mainspitze, durch den Main getrennt, befinden sich die Halbinsel Maaraue mit Mainz-Kostheim (einem der sogenannten AKK-Vororte der hessischen Landeshauptstadt Wiesbaden) und Hochheim am Main (Main-Taunus-Kreis), westlich des Rheins der Rand der Mainzer Altstadt und der Stadtteil Weisenau.
Schwedenkönig Gustav Adolf ließ 1632 im Dreißigjährigen Krieg eine Festungsanlage auf der Mainspitze erbauen. 1673 ließ der Mainzer Kurfürst Johann Philipp von Schönborn die Anlage schleifen, heute erinnert der Ortsname Gustavsburg an die Festung. Im Rahmen der Errichtung des Regionalparkes Rhein-Main wurden aber im Bereich der ehemaligen Gustavsburg Hinweisschilder mit den Grundrissen der Burg aufgestellt, die zusammen mit aufgestellten Steinkäfigen (Gabionen) die Umrisse der einstigen Burg erahnen lassen.
Die zwischen Bischofsheim, Ginsheim und Gustavsburg gelegene Verbindung der A 60 mit der A 671 wird Mainspitz-Dreieck genannt. Von hier aus führen Brücken über die beiden großen Flüsse.
Viele lokale Vereine und Kultureinrichtungen tragen die Mainspitze in ihrem Namen. Eine regionale Zeitungsausgabe der Verlagsgruppe Rhein-Main VRM aus Mainz nennt sich Main-Spitze. Bei der Route der Industriekultur Rhein-Main wird der Abschnitt von Bischofsheim und Ginsheim-Gustavsburg als Mainspitze-Route zusammengefasst.